# (4836) Médon
Pour les articles homonymes, voir Médon.
(4836) Médon, désignation internationale (4836) Medon, est un astéroïde troyen jovien.

## Description
(4836) Médon est un astéroïde troyen jovien, camp grec, c'est-à-dire situé au point de Lagrange L4 du système Soleil-Jupiter. Il présente une orbite caractérisée par un demi-grand axe de 5,201 UA, une excentricité de 0,109 et une inclinaison de 19,4° par rapport à l'écliptique.
Il est nommé en référence au personnage de la mythologie grecque Médon fils d'Oïlée, acteur du conflit légendaire de la guerre de Troie.

## Compléments